# Banierzang
De Banierzang was het officiële lied voor de studentenverenigingen die aangesloten waren bij de Unie der Societas Studiosorum Reformatorum, de overkoepelende organisatie voor de verschillende S.S.R.-verenigingen in Nederland. Het lied, dat in 1911 werd geschreven en gecomponeerd door Jac. Peerenboom, vormt een ode aan het wapen van de vereniging, maar is ook een verwijzing naar het christendom, die vooral in het derde couplet tot uiting komt.
Toen de Unie in 1969 uit elkaar viel, betekende dit niet het einde van de banierzang. Van de zes verenigingen die de letters "SSR" nog in hun naam dragen worden het eerste en het laatste couplet nog gezongen door SSR-Leiden, SSR-W en S.S.R.-N.U., en zingen de leden van SSRA, S.S.R.-Rotterdam, en SSRE nog het eerste couplet. Recentelijk is het zingen van het derde couplet bij speciale gelegenheden geherintroduceerd bij SSR-W. Verder zingt Dispuut Redux van OJV de Koornbeurs (vroeger SSRD) een versie van de banierzang die met een elektrisch orgel wordt begeleid.
Hoewel in moderne versies van het lied in de derde regel vaak "ijdele klanke" wordt gespeld en gezongen, staat er in de oorspronkelijke versie "ijdele klanken" - meervoud dus.
| Banierzang |
| Societas hef omhoog uw banier Uw vrijheidsleuze zo schoon en zo fier Geen ijdele klanke, geen valse schijn Maar heerlijk wezen moet zij ons zijn Libertas ex Veritate! Societas heft omhoog uw banier, Met d'Unie-jonkvrouw, zo rein en zo fier, Haar reinheid, haar fierheid, zij zijn ons een beeld Van 't schone leven hun toebedeeld: Die vrijheid uit waarheid verkregen! Wij socii blijven trouw deze vaan, Waarlangs de weg van ons leven moog' gaan. Want Eén is de Waarheid, de Weg en 't Leven, Hij Zelf heeft ons als leuze gegeven: Libertas ex Veritate! Libertas ex Veritate! |